# 16514 Stevelia
16514 Stevelia este un asteroid din centura principală de asteroizi.

## Descriere
16514 Stevelia este un asteroid din centura principală de asteroizi. A fost descoperit pe 11 noiembrie 1990 la Observatorul Palomar de Carolyn S. Shoemaker și David H. Levy. Asteroidul prezintă o orbită caracterizată de o semiaxă mare de 3,12 ua, o excentricitate de 0,20 și o înclinație de 8,5° în raport cu ecliptica.